# Journans

Journans este o comună în departamentul Ain din estul Franței.